# Oinousses
Oinousses (Grieks: Οινούσσες, ook wel Aignoussa (Αιγνούσα) of Egnoussa (Εγνούσα) genoemd) is een eilandengroep, bestaande uit één hoofdeiland (Oinousses) en een aantal kleinere eilanden, die tezamen een Griekse gemeente vormen. De eilanden zijn overwegend heuvelachtig en groen. Het hoogste punt is 182 meter. Chios ligt ongeveer 2 kilometer van het hoofdeiland en de Turkse kust ligt op 8 kilometer ten oosten van Oinousses. De bevolking leeft vooral van zeevaart, visserij en het hoeden van geiten en schapen.
Tussen Oinousses en Chios-stad is er een regelmatige veerdienst. In de zomermaanden zijn er ook directe bootverbindingen met Piraeus.
Oinousses is een gemeente (dimos) in de Griekse bestuurlijke regio (periferia) Noord-Egeïsche Eilanden.

## Lijst van eilanden in de gemeente
| - Oinousses (Οινούσσες) - Agios Pandeleimon (Άγιος Παντελεήμων) - Archondoniso (Αρχοντόνησο) - Gadros (Γάδρος) - Gaidouronisos (Γαϊδουρόνησος) - Mallaropetra (Μαλλιαρόπετρα) - Monaftis (Μονάφτης) - Nisi Panagias (Νησί Παναγιάς) | - Nisi Pittas (Νησί Πίττας) - Papapondikadiko (Παπαποντικάδικο) - Pasas (Πασάς) - Pateroniso (Πατερόνησο) - Pondikonisi (Ποντικονήσι) - Prassonisi (Πρασονήσια) - Santa Panagia (Σάντα Παναγιά) - Vatos (Βάτος) |

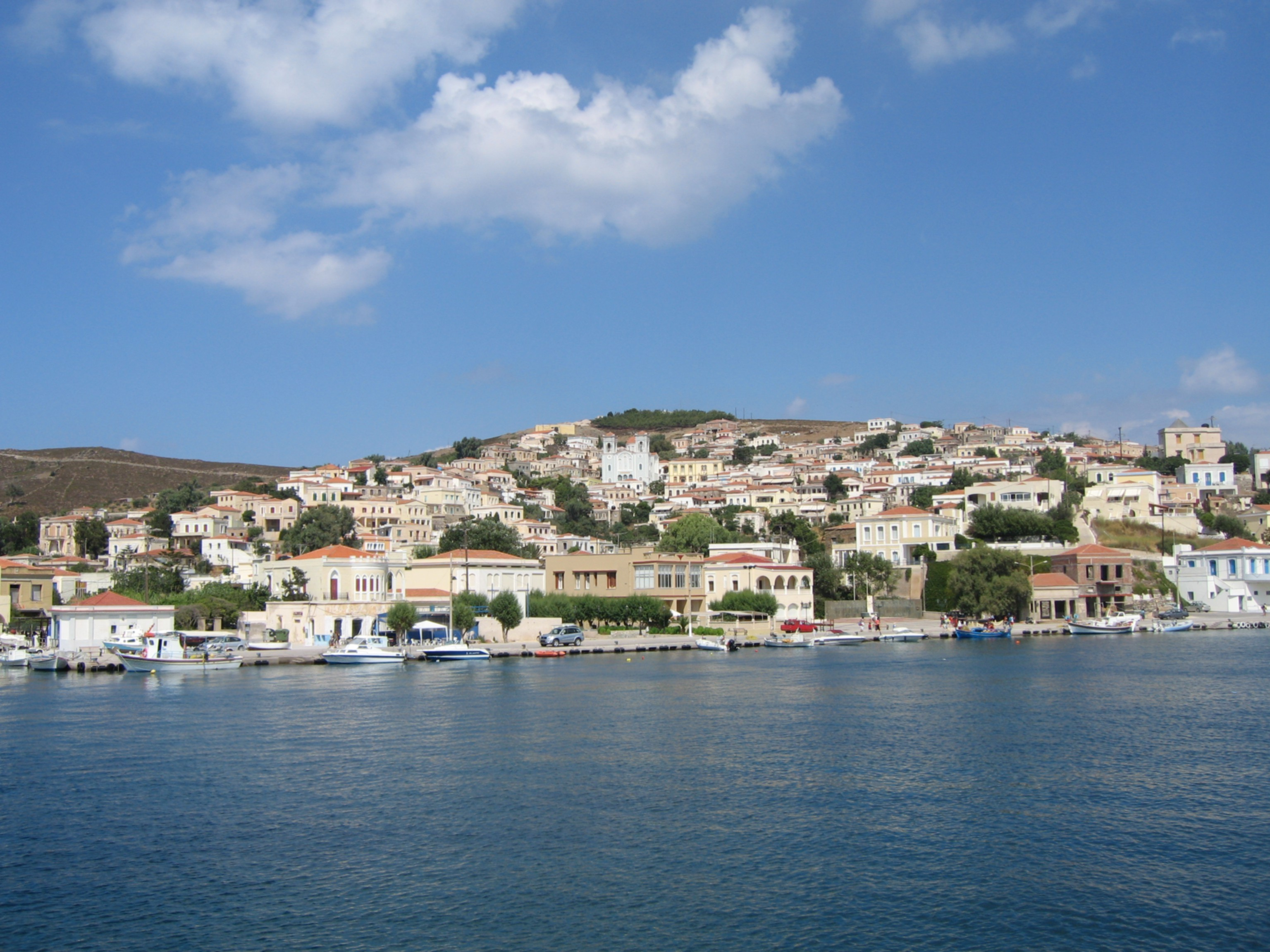
Oinousses-dorp